# Berliner Landespokal 1986/87
Der Paul-Rusch-Pokal 1986/87 war die 61. Austragung des Berliner Landespokals der Männer im Amateurfußball, der vom BFV zwischen 1950/51 und 1990/91 nur auf dem Gebiet von West-Berlin durchgeführt wurde. Zum zehnten Mal wurde Hertha BSC Landespokalsieger, indem man im Finale Tennis Borussia Berlin mit 2:0 besiegte. Damit machte Hertha das Double von Meisterschaft und Pokalsieg perfekt und qualifizierte sich für den DFB-Pokal 1987/88.

## Kalender
Die Spiele des diesjährigen Berliner Landespokal wurden an folgenden Terminen ausgetragen:
| Runde         | Datum                             | Spiele  | Vereine   |
| ------------- | --------------------------------- | ------- | --------- |
| 1. Hauptrunde | 16. – 20. August 1986             | 62 + 20 | 126 → 640 |
| 2. Hauptrunde | 28. August – 19. November 1986    | 32 + 10 | 64 → 32   |
| 3. Hauptrunde | 19. November 1986 – 19. März 1987 | 16 + 10 | 32 → 16   |
| Achtelfinale  | 05. – 14. April 1987              | 8 + 2   | 16 → 80   |
| Viertelfinale | 16. – 17. April 1987              | 4       | 8 → 4     |
| Halbfinale    | 29. April 1987                    | 2       | 4 → 2     |
| Finale        | 17. Mai 1987                      | 1       | 2 → 1     |

## Teilnehmende Mannschaften
Am Berliner Landespokal 1986/87 nahmen alle 126 West-Berliner Mannschaften von der Oberliga Berlin bis zur Kreisliga C teil.
Die Mannschaften gliederten sich für den Berliner Landespokal wie folgt nach Ligaebene auf (In Klammern ist die Ligaebene angegeben, in der der Verein spielt):
| Oberliga Berlin 16 Vertreter der Saison 1986/87 | Landesliga 16 Vertreter der Saison 1986/87 | Kreisliga A 1. Abteilung 16 Vertreter der Saison 1986/87 | Kreisliga A 2. Abteilung 16 Vertreter der Saison 1986/87 |
| - Hertha BSC (OL) - Tennis Borussia Berlin (OL) - SC Charlottenburg (OL) - Traber FC Mariendorf (OL) - Hertha 03 Zehlendorf (OL) - Reinickendorfer Füchse (OL) - BFC Preussen (OL) - Spandauer SV (OL) - Lichterfelder SU (OL) - Tasmania Berlin (OL) - Spandauer BC 06 (OL) - SC Gatow (OL) - VfB Neukölln (OL) - Rapide Wedding (OL) - TSV Rudow (OL) - FV Brandenburg/Lichterfelde (OL) | - TuS Makkabi Berlin (LL) - Lichtenrader BC 25 (LL) - SC Westend 1901 (LL) - SC Union 06 Berlin (LL) - SC Tegel (LL) - SV Stern Britz (LL) - Wacker 04 Berlin (LL) - SV Blau-Weiß Spandau (LL) - Weddinger FC (LL) - BSC Rehberge 1945 (LL) - Neuköllner Sportfreunde (LL) - NFC Rot-Weiß Berlin (LL) - 1. FC Neukölln (LL) - Wilmersdorfer SC (LL) - BFC İzmirspor (LL) - SC Staaken (LL) | - Berliner Sport-Club (KLA) - SV Norden-Nordwest (KLA) - Preußen Wilmersdorf (KLA) - Berlin Türkspor (KLA) - SC Siemensstadt (KLA) - CFC Hertha 06 (KLA) - SC Teutonia Spandau (KLA) - BFC Meteor 06 (KLA) - SpVgg Schöneberg (KLA) - BSV Normannia 08 (KLA) - Concordia Wittenau (KLA) - SpVgg Hellas-Nordwest 04 (KLA) - BSC Hota 1921 (KLA) - Sportfreunde Kladow (KLA) - NSC Marathon 02 (KLA) - Berliner SV 1892 (KLA) | - 1. FC Wacker Lankwitz (KLA) - SV Nord-Nordstern (KLA) - FC Phönix 1956 (KLA) - Frohnauer SC (KLA) - Mariendorfer SV 06 (KLA) - Minerva 93 Berlin (KLA) - Berliner TSV 1850 (KLA) - BFC Viktoria 1889 (KLA) - VfB Hermsdorf (KLA) - FC Internationale Berlin (KLA) - SV Adler Mariendorf (KLA) - BSC Eintracht/Südring 1931 (KLA) - 1. FC Lübars (KLA) - Schwarz-Weiß Spandau (KLA) - BSC Kickers 1900 (KLA) - SV Yeşilyurt Berlin (KLA) |
| Kreisliga B Saison 1986/87 | Kreisliga B Saison 1986/87 | Kreisliga C Saison 1986/87 | Kreisliga C Saison 1986/87 |
| 32 Vertreter der zwei Abteilungen (KLB) | 32 Vertreter der zwei Abteilungen (KLB) | 30 Vertreter der zwei Abteilungen (KLC) | 30 Vertreter der zwei Abteilungen (KLC) |
| Ligaebene in Klammern: • OL = Oberliga • LL = Landesliga • KLA = Kreisliga A • KLB = Kreisliga B • KLC = Kreisliga C | | | |

## Spielmodus
Der Berliner Landespokal 1986/87 wurde im K.-o.-System ausgetragen. Es wurde zunächst versucht, in 90 Minuten einen Gewinner auszuspielen. Stand es danach unentschieden, kam es wie in anderen Pokalwettbewerben zu einer Verlängerung von 2 × 15 Minuten. War danach immer noch kein Sieger gefunden, wurde ein Wiederholungsspiel mit getauschtem Heimrecht angesetzt. Erst wenn es auch im Wiederholungsspiel nach Verlängerung unentschieden stand, wurde dieses im Elfmeterschießen nach dem bekannten Muster entschieden.

## Turnierbaum
|  | Achtelfinale | Achtelfinale              | Achtelfinale           |                         |                        | Viertelfinale | Viertelfinale | Viertelfinale |  |  | Halbfinale | Halbfinale | Halbfinale |  |  | Finale | Finale | Finale |
|  |              |                           |                        |                         |                        |               |               |               |  |  |            |            |            |  |  |        |        |        |
|  | LL           | TuS Makkabi Berlin        | 1                      |                         |                        |               |               |               |  |  |            |            |            |  |  |        |        |        |
|  | KLA          | SC Siemensstadt           | 3                      |                         |                        |               |               |               |  |  |            |            |            |  |  |        |        |        |
|  | KLA          | SC Siemensstadt           | 3                      | KLA                     | SC Siemensstadt        | 5             |               |               |  |  |            |            |            |  |  |        |        |        |
|  |              |                           |                        | KLA                     | SC Siemensstadt        | 5             |               |               |  |  |            |            |            |  |  |        |        |        |
|  |              |                           | OL                     | BFC Preussen            | 0                      |               |               |               |  |  |            |            |            |  |  |        |        |        |
|  | OL           | BFC Preussen              | OL                     | BFC Preussen            | 0                      | 3             |               |               |  |  |            |            |            |  |  |        |        |        |
|  | OL           | BFC Preussen              |                        |                         |                        | 3             |               |               |  |  |            |            |            |  |  |        |        |        |
|  | KLA          | 1. FC Lübars              | 1                      |                         |                        |               |               |               |  |  |            |            |            |  |  |        |        |        |
|  | KLA          | 1. FC Lübars              | 1                      | KLA                     | SC Siemensstadt        | 1             |               |               |  |  |            |            |            |  |  |        |        |        |
|  |              |                           |                        | KLA                     | SC Siemensstadt        | 1             |               |               |  |  |            |            |            |  |  |        |        |        |
|  |              | OL                        | Hertha BSC             | 4                       |                        |               |               |               |  |  |            |            |            |  |  |        |        |        |
|  | OL           | OL                        | Hertha BSC             | 4                       | Tasmania Berlin        | 1 / 1         |               |               |  |  |            |            |            |  |  |        |        |        |
|  | OL           |                           |                        |                         | Tasmania Berlin        | 1 / 1         |               |               |  |  |            |            |            |  |  |        |        |        |
|  | OL           | Spandauer SV              | 1 / 5                  |                         |                        |               |               |               |  |  |            |            |            |  |  |        |        |        |
|  | OL           | Spandauer SV              | 1 / 5                  | OL                      | Spandauer SV           | 1             |               |               |  |  |            |            |            |  |  |        |        |        |
|  |              |                           |                        | OL                      | Spandauer SV           | 1             |               |               |  |  |            |            |            |  |  |        |        |        |
|  |              |                           | OL                     | Hertha BSC              | 2                      |               |               |               |  |  |            |            |            |  |  |        |        |        |
|  | OL           | Hertha BSC                | OL                     | Hertha BSC              | 2                      | 6             |               |               |  |  |            |            |            |  |  |        |        |        |
|  | OL           | Hertha BSC                |                        |                         |                        |               |               |               |  |  |            |            |            |  |  |        |        |        |
|  | OL           | Spandauer BC 06           | 0                      |                         |                        |               |               |               |  |  |            |            |            |  |  |        |        |        |
|  | OL           | Spandauer BC 06           | 0                      | OL                      | Hertha BSC             | 2             |               |               |  |  |            |            |            |  |  |        |        |        |
|  |              |                           |                        |                         |                        |               |               |               |  |  |            |            |            |  |  |        |        |        |
|  |              | OL                        | Tennis Borussia Berlin | 0                       |                        |               |               |               |  |  |            |            |            |  |  |        |        |        |
|  | LL           | OL                        | Tennis Borussia Berlin | 0                       | Türkiyemspor Berlin    | 1             |               |               |  |  |            |            |            |  |  |        |        |        |
|  | LL           |                           |                        |                         | Türkiyemspor Berlin    | 1             |               |               |  |  |            |            |            |  |  |        |        |        |
|  | KLA          | Frohnauer SC              | 0                      |                         |                        |               |               |               |  |  |            |            |            |  |  |        |        |        |
|  | KLA          | Frohnauer SC              | 0                      | LL                      | Türkiyemspor Berlin    | 3             |               |               |  |  |            |            |            |  |  |        |        |        |
|  |              |                           |                        | LL                      | Türkiyemspor Berlin    | 3             |               |               |  |  |            |            |            |  |  |        |        |        |
|  |              |                           | LL                     | Neuköllner Sportfreunde | 1                      |               |               |               |  |  |            |            |            |  |  |        |        |        |
|  | OL           | Lichterfelder SU          | LL                     | Neuköllner Sportfreunde | 1                      | 0 / 0         |               |               |  |  |            |            |            |  |  |        |        |        |
|  | OL           | Lichterfelder SU          |                        |                         |                        | 0 / 0         |               |               |  |  |            |            |            |  |  |        |        |        |
|  | LL           | Neuköllner Sportfreunde 1 | 0 / 0                  |                         |                        |               |               |               |  |  |            |            |            |  |  |        |        |        |
|  | LL           | Neuköllner Sportfreunde 1 | 0 / 0                  | LL                      | Türkiyemspor Berlin    | 0             |               |               |  |  |            |            |            |  |  |        |        |        |
|  |              |                           |                        | LL                      | Türkiyemspor Berlin    | 0             |               |               |  |  |            |            |            |  |  |        |        |        |
|  |              | OL                        | Tennis Borussia Berlin | 3                       |                        |               |               |               |  |  |            |            |            |  |  |        |        |        |
|  | KLB          | OL                        | Tennis Borussia Berlin | 3                       | BFC Südring            | 1             |               |               |  |  |            |            |            |  |  |        |        |        |
|  | KLB          |                           |                        |                         |                        |               |               |               |  |  |            |            |            |  |  |        |        |        |
|  | OL           | Tennis Borussia Berlin    | 3                      |                         |                        |               |               |               |  |  |            |            |            |  |  |        |        |        |
|  | OL           | Tennis Borussia Berlin    | 3                      | OL                      | Tennis Borussia Berlin | 3             |               |               |  |  |            |            |            |  |  |        |        |        |
|  |              |                           |                        | OL                      | Tennis Borussia Berlin | 3             |               |               |  |  |            |            |            |  |  |        |        |        |
|  |              |                           | LL                     | SC Tegel                | 1                      |               |               |               |  |  |            |            |            |  |  |        |        |        |
|  | LL           | SC Tegel                  | LL                     | SC Tegel                | 1                      | 3             |               |               |  |  |            |            |            |  |  |        |        |        |
|  | LL           | SC Tegel                  |                        |                         |                        |               |               |               |  |  |            |            |            |  |  |        |        |        |
|  | LL           | Lichtenrader BC 25        | 0                      |                         |                        |               |               |               |  |  |            |            |            |  |  |        |        |        |

## Ergebnisse

### 1. Hauptrunde
An der 1. Hauptrunde nahmen alle 126 Mannschaften teil, wobei die Amateure von Blau-Weiß 90 Berlin und der BFC Südring ein Freilos hatten.
| Datum                |                                    | Ergebnis  |                                |
| -------------------- | ---------------------------------- | --------- | ------------------------------ |
| Sa 16.08., 16:00 Uhr | Hertha BSC (OL)                    | 6:1       | TSV Helgoland 1897 (KLB)       |
| Sa 16.08., 16:30 Uhr | Preußen Wilmersdorf (KLA)          | 8:1       | FC Internationale Berlin (KLA) |
| So 17.08., 10:40 Uhr | DJK Schwarz-Weiß Neukölln (KLB)    | 0:1       | BFC İzmirspor (LL)             |
| So 17.08., 10:40 Uhr | Lichtenrader BC 25 (LL)            | 4:0       | SC Charlottenburg (OL)         |
| So 17.08., 10:40 Uhr | FC Brandenburg 03 (KLB)            | 0:6       | Spandauer SV (OL)              |
| So 17.08., 10:40 Uhr | FV Brandenburg/Lichterfelde (OL)   | 3:1       | SC Westend 1901 (LL)           |
| So 17.08., 10:40 Uhr | RFC Liberta (KLB)                  | 2:1 n. V. | BFC Germania 1888 (KLB)        |
| So 17.08., 10:40 Uhr | BBC Südost (KLB)                   | 1:3       | Spandauer BC 06 (OL)           |
| So 17.08., 11:10 Uhr | Traber FC Mariendorf (OL)          | 0:2       | Spandauer SC 99 (KLB)          |
| So 17.08., 11:10 Uhr | NSC Südstern 08 (KLC)              | 1:2       | FC Göztepe 1978 (KLB)          |
| So 17.08., 15:00 Uhr | Rapide Wedding (OL)                | 6:0       | FV Wannsee (KLB)               |
| So 17.08., 15:00 Uhr | SC Heiligensee (KLC)               | 2:0       | SV Dresdenia 1924 (KLC)        |
| So 17.08., 15:00 Uhr | Schwarz-Weiß Spandau (KLA)         | 2:1       | SG AMK Berlin (KLB)            |
| So 17.08., 15:00 Uhr | SC Gatow (OL)                      | 2:1 n. V. | Wacker 04 Berlin (LL)          |
| So 17.08., 15:00 Uhr | BFC Meteor 06 (KLA)                | 9:0       | RFC Alt-Holland (KLC)          |
| So 17.08., 15:00 Uhr | CFC Hertha 06 (KLA)                | 2:1       | BSV Normannia 08 (KLA)         |
| So 17.08., 15:00 Uhr | SC Berliner Amateure (KLC)         | 0:6       | Weddinger FC (LL)              |
| So 17.08., 15:00 Uhr | SSC Südwest 1947 (KLB)             | 0:2       | TSV Rudow (OL)                 |
| So 17.08., 15:00 Uhr | Wilmersdorfer SC (LL)              | 4:4 n. V. | SC Union 06 Berlin (LL)        |
| So 17.08., 15:00 Uhr | BSV Grün-Weiss Neukölln (KLC)      | 1:2       | SC Azur 1951 (KLC)             |
| So 17.08., 15:00 Uhr | SC Bratstvo 1971 (KLC)             | 3:4       | FSV Spandauer Kickers (KLB)    |
| So 17.08., 15:00 Uhr | KSF Umutspor (KLC)                 | 0:2       | SV Blau-Weiß Spandau (LL)      |
| So 17.08., 15:00 Uhr | SC Borsigwalde 1910 (KLB)          | 1:2       | Lichterfelder SU (OL)          |
| So 17.08., 15:00 Uhr | SV Stern Britz (LL)                | 4:0       | SC Lankwitz (KLB)              |
| So 17.08., 15:00 Uhr | FSV Grün-Rot 1981 (KLC)            | 2:4       | SpVgg Schöneberg (KLA)         |
| So 17.08., 15:00 Uhr | SC Ruhleben (KLC)                  | 1:3       | SC Staaken (LL)                |
| So 17.08., 15:00 Uhr | BSC Eintracht/Südring 1931 (KLA)   | 2:1       | Berlin Türkspor (KLA)          |
| So 17.08., 15:00 Uhr | NSC Cimbria 1900 (KLB)             | 0:1       | TuS Makkabi Berlin (LL)        |
| So 17.08., 15:00 Uhr | BSC Rehberge 1945 (LL)             | 1:2       | Polizei SV Berlin (KLB)        |
| So 17.08., 15:00 Uhr | SV Nord-Nordstern (KLA)            | 0:4       | Tasmania Berlin (OL)           |
| So 17.08., 15:00 Uhr | SpVgg Berlin 1974 (KLB)            | 2:2 n. V. | ASV Berlin (KLC)               |
| So 17.08., 15:00 Uhr | DJK Roland-Borsigwalde (KLC)       | 2:3 n. V. | Sportfreunde Kladow (KLA)      |
| So 17.08., 15:00 Uhr | BFC Viktoria 1889 (KLA)            | 3:0       | Post SV Berlin (KLB)           |
| So 17.08., 15:00 Uhr | FC Tiergarten 1958 (KLB)           | 0:2       | SC Siemensstadt (KLA)          |
| So 17.08., 15:00 Uhr | VfB Neukölln (OL)                  | 0:3       | Tennis Borussia Berlin (OL)    |
| So 17.08., 15:00 Uhr | VfB Pankow (KLB)                   | 0:4       | Frohnauer SC (KLA)             |
| So 17.08., 15:00 Uhr | FC Stern Marienfelde (KLB)         | 1:2 n. V. | Berliner TSV 1850 (KLA)        |
| So 17.08., 15:00 Uhr | SpVgg DJK Burgund 1922 (KLC)       | 0:6       | Concordia Wittenau (KLA)       |
| So 17.08., 15:00 Uhr | Reinickendorfer Füchse (OL)        | 3:2 n. V. | SV Norden-Nordwest (KLA)       |
| So 17.08., 15:00 Uhr | SC Teutonia Spandau (KLA)          | 2:1       | Neuköllner SC Sperber (KLB)    |
| So 17.08., 15:00 Uhr | 1. FC Concordia Gropiusstadt (KLB) | 1:0       | SV Yeşilyurt Berlin (KLA)      |
| So 17.08., 15:00 Uhr | 1. FC Lübars (KLA)                 | 4:3       | 1. FC Neukölln (LL)            |
| So 17.08., 15:00 Uhr | SFC Stern 1900 (KLB)               | 5:0       | FZC Rudow 1973 (KLC)           |
| So 17.08., 15:00 Uhr | BFC Preussen (OL)                  | 5:0       | Alemannia 06 Haselhorst (KLB)  |
| So 17.08., 15:00 Uhr | Charlottenburger SV 1897 (KLB)     | 2:1       | SpVgg Hellas-Nordwest 04 (KLA) |
| So 17.08., 15:00 Uhr | FC Jugoslawia (KLB)                | 2:1       | BSC Hota 1921 (KLA)            |
| So 17.08., 15:00 Uhr | BFC Alemannia 90 (KLB)             | 1:2       | Mariendorfer SV 06 (KLA)       |
| So 17.08., 15:00 Uhr | VfB Hermsdorf (KLA)                | 2:0       | Friedenauer TSC (KLB)          |
| So 17.08., 15:00 Uhr | FSV Hansa 07 Berlin (KLC)          | 9:1       | Tunesischer SV Berlin (KLC)    |
| So 17.08., 15:00 Uhr | BSC Kickers 1900 (KLA)             | 1:3       | NSC Marathon 02 (KLA)          |
| So 17.08., 15:00 Uhr | SG Rupenhorn (KLC)                 | 7:1       | Steglitz GB (KLC)              |
| So 17.08., 15:00 Uhr | FC Grunewald (KLC)                 | 0:4       | 1. FC Wacker Lankwitz (KLA)    |
| So 17.08., 15:00 Uhr | BFC Olympia 1953 (KLC)             | 1:2       | SC Tegel (LL)                  |
| So 17.08., 15:00 Uhr | NFC Rot-Weiß Berlin (LL)           | 0:4       | Minerva 93 Berlin (KLA)        |
| So 17.08., 15:00 Uhr | Berliner AK 07 (KLC)               | 1:0       | FC Phönix 1956 (KLA)           |
| So 17.08., 15:00 Uhr | Anadoluspor Berlin (KLC)           | 0:2       | SC Union Südost (KLC)          |
| So 17.08., 15:00 Uhr | Hertha 03 Zehlendorf (OL)          | 6:0       | SV Corso 1899 / Vineta (KLC)   |
| So 17.08., 15:00 Uhr | VfL Schöneberg (KLB)               | 6:0       | SV Süden 09 (KLC)              |
| So 17.08., 15:00 Uhr | Neuköllner Sportfreunde (LL)       | 4:1       | FC Karaburan 1975 (KLC)        |
| So 17.08., 15:00 Uhr | DJK Westen 23 (KLB)                | 1:3       | Berliner Sport-Club (KLA)      |
| So 17.08., 15:00 Uhr | Vatanspor 1976 (KLC)               | 1:2       | Berliner SV 1892 (KLA)         |
| So 17.08., 15:00 Uhr | VfB Britz (KLC)                    | 2:1       | SV Adler Mariendorf (KLA)      |

#### Wiederholungsspiele
| Datum                 |                         | Ergebnis  |                         |
| --------------------- | ----------------------- | --------- | ----------------------- |
| Di .19.08., 19:00 Uhr | ASV Berlin (KLC)        | 3:0       | SpVgg Berlin 1974 (KLB) |
| Mi .20.08., 18:00 Uhr | SC Union 06 Berlin (LL) | 3:4 n. V. | Wilmersdorfer SC (LL)   |

### 2. Hauptrunde
An der 2. Hauptrunde nahmen die 64 Sieger der 1. Hauptrunde teil.
Die Auslosung wurde am 18. August 1986 vorgenommen.
| Datum                 |                                    | Ergebnis  |                                  |
| --------------------- | ---------------------------------- | --------- | -------------------------------- |
| Do 28.08., 18:00 Uhr  | VfB Britz (KLC)                    | 0:3       | Reinickendorfer Füchse (OL)      |
| Di 0.2.09., 18:00 Uhr | Weddinger FC (LL)                  | 1:4       | SC Tegel (LL)                    |
| Di 0.2.09., 18:30 Uhr | Preußen Wilmersdorf (KLA)          | 1:2 n. V. | Hertha BSC (OL)                  |
| Di 0.2.09., 18:30 Uhr | CFC Hertha 06 (KLA)                | 4:2       | FSV Hansa 07 Berlin (KLC)        |
| Di 0.2.09., 19:00 Uhr | SC Union Südost (KLC)              | 2:6       | ASV Berlin (KLC)                 |
| Mi 0.3.09., 17:30 Uhr | Blau-Weiß 90 Berlin Amateure (KLC) | 2:3       | BFC Preussen (OL)                |
| Mi 0.3.09., 17:30 Uhr | VfL Schöneberg (KLB)               | 1:4       | SC Gatow (OL)                    |
| Mi 0.3.09., 17:30 Uhr | FC Jugoslawia (KLB)                | 2:4       | TuS Makkabi Berlin (LL)          |
| Mi 0.3.09., 17:30 Uhr | SC Teutonia Spandau (KLA)          | 6:0       | SFC Stern 1900 (KLB)             |
| Mi 0.3.09., 17:30 Uhr | Neuköllner Sportfreunde (LL)       | 1:0       | FSV Spandauer Kickers (KLB)      |
| Mi 0.3.09., 17:30 Uhr | SC Staaken (LL)                    | 5:2       | FC Göztepe 1978 (KLB)            |
| Mi 0.3.09., 17:30 Uhr | BSC Eintracht/Südring 1931 (KLA)   | 4:5 n. V. | SC Azur 1951 (KLC)               |
| Mi 0.3.09., 17:30 Uhr | Tasmania Berlin (OL)               | 2:1 n. V. | Hertha 03 Zehlendorf 2 (OL)      |
| Mi 0.3.09., 17:30 Uhr | 1. FC Wacker Lankwitz (KLA)        | 0:1       | Spandauer SC 99 (KLB)            |
| Mi 0.3.09., 17:30 Uhr | TSV Rudow (OL)                     | 0:1       | Berliner Sport-Club (KLA)        |
| Mi 0.3.09., 17:30 Uhr | BFC Viktoria 1889 (KLA)            | 1:2       | Spandauer BC 06 (OL)             |
| Mi 0.3.09., 17:30 Uhr | 1. FC Lübars (KLA)                 | 0:0 n. V. | Berliner SV 1892 (KLA)           |
| Mi 0.3.09., 17:30 Uhr | Wilmersdorfer SC (LL)              | 4:0       | SpVgg Schöneberg (KLA)           |
| Mi 0.3.09., 18:30 Uhr | Charlottenburger SV 1897 (KLB)     | 0:3       | Tennis Borussia Berlin (OL)      |
| Mi 0.3.09., 18:30 Uhr | 1. FC Concordia Gropiusstadt (KLB) | 0:3       | Spandauer SV (OL)                |
| Mi 0.3.09., 19:00 Uhr | SC Siemensstadt (KLA)              | 2:1       | FV Brandenburg/Lichterfelde (OL) |
| Mi 0.3.09., 20:00 Uhr | Lichterfelder SU (OL)              | 5:1       | SC Heiligensee (KLC)             |
| Do 04.09., 17:30 Uhr  | Mariendorfer SV 06 (KLA)           | 5:1       | SG Rupenhorn (KLC)               |
| Do 04.09., 17:30 Uhr  | SV Blau-Weiß Spandau (LL)          | 1:2       | Berliner TSV 1850 (KLA)          |
| Do 04.09., 17:30 Uhr  | BFC Südring (KLB)                  | 3:2 n. V. | VfB Hermsdorf (KLA)              |
| Do 04.09., 18:00 Uhr  | Polizei SV Berlin (KLB)            | 0:3       | SV Stern Britz (LL)              |
| Do 04.09., 18:00 Uhr  | RFC Liberta (KLB)                  | 0:1 n. V. | Berliner AK 07 (KLC)             |
| Do 04.09., 18:30 Uhr  | Lichtenrader BC 25 (LL)            | 2:1       | Minerva 93 Berlin (KLA)          |
| Di 0.9.09., 18:00 Uhr | BFC Meteor 06 (KLA)                | 7:2       | Concordia Wittenau (KLA)         |
| Mi .10.09., 18:00 Uhr | Frohnauer SC (KLA)                 | 3:0       | Sportfreunde Kladow (KLA)        |
| Mi .17.09., 18:00 Uhr | Rapide Wedding (OL)                | 2:1 n. V. | NSC Marathon 02 (KLA)            |
| Mi .19.11., 11:30 Uhr | BFC İzmirspor (LL)                 | 05:2 3    | Schwarz-Weiß Spandau (KLA)       |

#### Wiederholungsspiel
| Datum                 |                        | Ergebnis |                    |
| --------------------- | ---------------------- | -------- | ------------------ |
| Mi .10.09., 18:00 Uhr | Berliner SV 1892 (KLA) | 1:4      | 1. FC Lübars (KLA) |

### 3. Hauptrunde
An der 3. Hauptrunde nahmen die 32 Sieger der 2. Hauptrunde teil.
Die Auslosung wurde am 8. September 1986 vorgenommen.
| Datum                 |                             | Ergebnis  |                              |
| --------------------- | --------------------------- | --------- | ---------------------------- |
| Mi .19.11., 13:30 Uhr | 1. FC Lübars (KLA)          | 2:1       | SC Staaken (LL)              |
| Sa 13.12., 13:45 Uhr  | Berliner TSV 1850 (KLA)     | 1:7       | BFC İzmirspor (LL)           |
| So 14.12., 10:40 Uhr  | Lichtenrader BC 25 (LL)     | 2:0       | BFC Meteor 06 (KLA)          |
| Mi .17.12., 19:00 Uhr | SC Azur 1951 (KLC)          | 2:3       | BFC Preussen (OL)            |
| Sa 20.12., 13:45 Uhr  | Berliner AK 07 (KLC)        | 1:3       | Frohnauer SC (KLA)           |
| So 21.12., 13:00 Uhr  | SV Stern Britz (LL)         | 2:3 n. V. | SC Tegel (LL)                |
| So 21.12., 13:45 Uhr  | Mariendorfer SV 06 (KLA)    | 0:2       | Tasmania Berlin (OL)         |
| So 21.12., 13:45 Uhr  | Tennis Borussia Berlin (OL) | 5:2       | Wilmersdorfer SC (LL)        |
| So 09.01., 10:40 Uhr  | Spandauer BC 06 (OL)        | 3:0       | Spandauer SC 99 (KLB)        |
| So 09.01., 13:45 Uhr  | Lichterfelder SU (OL)       | 1:0       | CFC Hertha 06 (KLA)          |
| So 09.01., 13:45 Uhr  | Spandauer SV (OL)           | 5:0       | ASV Berlin (KLC)             |
| So 09.01., 13:45 Uhr  | Rapide Wedding (OL)         | 2:3 n. V. | Neuköllner Sportfreunde (LL) |
| So 09.01., 13:45 Uhr  | TuS Makkabi Berlin (LL)     | 2:0       | Reinickendorfer Füchse (OL)  |
| So 09.01., 13:45 Uhr  | SC Siemensstadt (KLA)       | 10:00     | SC Teutonia Spandau (KLA)    |
| So 18.01., 13:45 Uhr  | Berliner Sport-Club (KLA)   | 1:1 n. V. | BFC Südring (KLB)            |
| Do 19.03., 18:30 Uhr  | Hertha BSC (OL)             | 7:1       | SC Gatow (OL)                |

#### Wiederholungsspiel
| Datum                 |                   | Ergebnis |                           |
| --------------------- | ----------------- | -------- | ------------------------- |
| Di .20.01., 19:00 Uhr | BFC Südring (KLB) | 1:0      | Berliner Sport-Club (KLA) |

### Achtelfinale
Am Achtelfinale nahmen die 16 Sieger der 3. Hauptrunde teil.
Die Auslosung wurde am 23. Dezember 1986 vorgenommen.
| Datum                 |                            | Ergebnis  |                              |
| --------------------- | -------------------------- | --------- | ---------------------------- |
| So 05.04., 14:15 Uhr  | TuS Makkabi Berlin (LL)    | 1:3       | SC Siemensstadt (KLA)        |
| So 05.04., 14:15 Uhr  | Lichterfelder SU (OL)      | 0:0 n. V. | Neuköllner Sportfreunde (LL) |
| So 05.04., 14:15 Uhr  | SC Tegel (LL)              | 3:0       | Lichtenrader BC 25 (LL)      |
| So 05.04., 15:00 Uhr  | Türkiyemspor Berlin 4 (LL) | 1:0       | Frohnauer SC (KLA)           |
| Di 0.7.04., 18:30 Uhr | Hertha BSC (OL)            | 6:0       | Spandauer BC 06 (OL)         |
| Mi 0.8.04., 17:30 Uhr | Tasmania Berlin (OL)       | 1:1 n. V. | Spandauer SV (OL)            |
| Mi 0.8.04., 17:30 Uhr | BFC Preussen (OL)          | 3:1       | 1. FC Lübars (KLA)           |
| Do 09.04., 17:30 Uhr  | BFC Südring (KLB)          | 1:3       | Tennis Borussia Berlin (OL)  |

#### Wiederholungsspiele
| Datum                 |                              | Ergebnis              |                       |
| --------------------- | ---------------------------- | --------------------- | --------------------- |
| Do 09.04., 17:30 Uhr  | Neuköllner Sportfreunde (LL) | 0:0 n. V. (4:3 i. E.) | Lichterfelder SU (OL) |
| Di .14.04., 17:30 Uhr | Spandauer SV (OL)            | 5:1                   | Tasmania Berlin (OL)  |

### Viertelfinale
Am Viertelfinale nahmen die acht Sieger aus dem Achtelfinale teil.
| Datum                 |                             | Ergebnis |                              |
| --------------------- | --------------------------- | -------- | ---------------------------- |
| Do 16.04., 17:45 Uhr  | Tennis Borussia Berlin (OL) | 3:1      | SC Tegel (LL)                |
| Fr .17.04., 14:30 Uhr | Spandauer SV (OL)           | 1:2      | Hertha BSC (OL)              |
| Fr .17.04., 14:30 Uhr | Türkiyemspor Berlin (LL)    | 3:1      | Neuköllner Sportfreunde (LL) |
| Fr .17.04., 14:30 Uhr | SC Siemensstadt (KLA)       | 5:0      | BFC Preussen (OL)            |

### Halbfinale
Am Halbfinale nahmen die vier Sieger aus dem Viertelfinale teil.
Die Auslosung wurde am 16. April 1987 vorgenommen.
| Datum                 |                          | Ergebnis |                             |
| --------------------- | ------------------------ | -------- | --------------------------- |
| Mi .29.04., 18:00 Uhr | SC Siemensstadt (KLA)    | 1:4      | Hertha BSC (OL)             |
| Mi .29.04., 18:00 Uhr | Türkiyemspor Berlin (LL) | 0:3      | Tennis Borussia Berlin (OL) |

### Finale
| Hertha BSC                                                      | Hertha BSC | Tennis Borussia Berlin | Tennis Borussia Berlin |
| --------------------------------------------------------------- | --- | --- | ---------------------- |
| Hertha BSC                                                      | \| Sonntag, 17. Mai 1987 um 11:00 Uhr in West-Berlin (Poststadion) \| \| Ergebnis: 2:0 (1:0) \| \| Zuschauer: 3.002 \| \| Schiedsrichter: Lutz Michael Fröhlich \|                                                                        | \| Sonntag, 17. Mai 1987 um 11:00 Uhr in West-Berlin (Poststadion) \| \| Ergebnis: 2:0 (1:0) \| \| Zuschauer: 3.002 \| \| Schiedsrichter: Lutz Michael Fröhlich \|                                                                             | Tennis Borussia Berlin |
| Hertha BSC                                                      | Klaus Funk – Heiko Meier – Dieter Timme, Christian Niebel – Roman Gajda, Thorsten Schlumberger, Christian Sackewitz, Alf Fistler – Zbigniew Krawczyk (33. Torsten Gowitzke), Peter Loontiens, Jürgen Rinke Cheftrainer: Jürgen Sundermann | Bernd Stieler – Frank Mischke – Gerald Scheunemann, Jörg Rohnke (73. Helge Brandt), Mehmet Öztürk – Mustafa Kurt, Stefan Kühlhorn (57. Detlef Schoerbach), Mario Miethig, Damir Maričić – Andreas Vogler, Sedat Güldüm Cheftrainer: Adolf Remy | Tennis Borussia Berlin |
| Hertha BSC                                                      | 1:0 Peter Loontiens (18.) 2:0 Jürgen Rinke (72.) | | Tennis Borussia Berlin |
| Hertha BSC                                                      | Peter Loontiens | Andreas Vogler, Stefan Kühlhorn | Tennis Borussia Berlin |
| Sonntag, 17. Mai 1987 um 11:00 Uhr in West-Berlin (Poststadion) | | |                        |
| Ergebnis: 2:0 (1:0)                                             | | |                        |
| Zuschauer: 3.002                                                | | |                        |
| Schiedsrichter: Lutz Michael Fröhlich                           | | |                        |

## Der Landespokalsieger im DFB-Pokal 1987/88
| Datum                      |                        | Ergebnis  |                           | Runde         |
| -------------------------- | ---------------------- | --------- | ------------------------- | ------------- |
| So., 30.08.1987, 15:00 Uhr | SC Viktoria Köln (III) | 1:3 (0:1) | Hertha BSC (III)          | 1. Hauptrunde |
| Sa., 24.10.1987, 15:00 Uhr | Hertha BSC (III)       | 1:2 (0:1) | FC Bayer 05 Uerdingen (I) | 2. Hauptrunde |